# Lucia Hatinová
Lucia Hatinová (* 28. Februar 1984 in Bratislava) ist eine ehemalige slowakische Volleyball-Nationalspielerin.

## Karriere
Lucia Hatinová begann ihre Laufbahn in ihrer Heimatstadt Bratislava. In den Folgejahren startete die Mittelblockerin eine internationale Karriere und spielte bei zahlreichen Topklubs und in der Nationalmannschaft ihres Heimatlandes. In der Volleyball-Bundesliga spielte Hatinová in der Saison 2002/03 für die Roten Raben Vilsbiburg und 2012/13 beim Schweriner SC, mit dem sie Deutscher Meister wurde, den DVV-Pokal gewann und eine erfolgreiche Champions-League Saison spielte. Im Anschluss an die Spielzeit entschied sie sich zum Ausklang ihrer Karriere zurück in ihre Heimat nach Bratislava zu wechseln. Mit Bratislava gewann Hatinová das erste Mal in ihrem Heimatland die Meisterschaft und entschied sich im Anschluss, ihre Karriere zu beenden.